# Jérémy Lirola
Jérémy Lirola (* 1970) ist ein französischer Jazzmusiker (Kontrabass, Komposition).

## Leben und Wirken
Lirola war mit neun Jahren Schüler der Percussions de Strasbourg. Mit 14 Jahren begann er, E-Bass zu spielen und erhielt Unterricht im Centre Musical et Créatif in Nancy; er trat zunächst mit seinem Stiefvater in Rockbands auf. Später schrieb er sich am Konservatorium in Strasbourg ein, wo er mit dem Kontrabass begann und Bernard Struber kennenlernte. Lirola studierte Musikwissenschaft an der Universität Straßburg, bevor er am Conservatoire Supérieur de Musique in Paris bei Jean-François Jenny-Clark studierte; er wurde beim Abschluss 1998 mit einem Preis ausgezeichnet. Nebenbei hielt er sich zudem in den 1880er und 1990er Jahren regelmäßig in New York City zu Besuch bei seinem Vater auf und erkundete die Clubs der Jazz- und Experimentalszene.
1990 machte Lirola sein Debüt mit Yllen 4, einer von dem Saxophonisten François Guell gegründeten Band aus Nancy, für die er seine ersten Kompositionen schrieb; das resultierende Album wurde 1992 in den Disques d’émois des Jazz Mag besprochen.
Lirola war langjährig Mitglied im Bernard Struber Jazztet, wo er unter anderem mit Benjamin Moussay, Jean-Marc Foltz und Eric Echampard spielte, aber auch mit Gästen wie Louis Sclavis, Michael Riessler, Stéphan Oliva, Willem Breuker, Steve Potts oder Ted Curson. Mit dieser Gruppe nahm er mehrere Alben auf und konzertierte auf Festivals in Frankreich, Deutschland und den Niederlanden. Zudem arbeitete er mit dem Akkordeonisten Marcel Loeffler ebenso wie mit dem Klarinettisten Armand Angster; auch bildete er ein Trio mit dem Gitarristen Emmanuel Codjia und dem Schlagzeuger Loïc Roignant.
Mit einer Carte Blanche im Théâtre des Taps in Straßburg gründete Lirola 2012 sein Quartett mit Denis Guivarc’h (Altsaxophon), Jozef Dumoulin (Keyboards) und Nicolas Larmignat (Schlagzeug); 2014 entstand sein Debütalbum Uptown Desire. 2021 folgte in veränderter Besetzung mit seinem Quartett das Album Mock the Borders. Weiterhin spielte er mit Christophe Imbs, Francesco Rees, Jean-Louis Marchand und der Big Nowhere sowie mit dem Vibraphone Special Project Orkestra und dem Tango-Ensemble El Umbral.